# Jemtxujni (Krasnodar)
|  | Per a altres significats, vegeu «Jemtxujni». |

Jemtxujni - Жемчужный (rus) és un possiólok del krai de Krasnodar, a Rússia. Es troba als vessants septentrionals del Caucas occidental, en una zona boscosa a la capçalera del riu Bakanka, afluent del riu Adagum, a 15 km a l'oest de Krimsk i a 94 km a l'oest de Krasnodar, la capital.
Pertany al municipi de Nijnebakànskaia.